# Vụ thử hạt nhân của Bắc Triều Tiên tháng 9 năm 2017
Chính phủ Bắc Triều Tiên đã tiến hành một vụ nổ hạt nhân vào ngày 3 tháng 9 năm 2017 tại Bãi thử hạt nhân Punggye-ri, khoảng 30 dặm (48 kilômét) về phía tây bắc của thành phố Kilju trong hạt Kilju. Đây là vụ thử hạt nhân lần 6 và là lần thứ 2 Triều Tiên thử bom nhiệt hạch - loại vũ khí hạt nhân có mức công phá lớn hơn nhiều so với bom nguyên tử thông thường. 

## Bối cảnh
Bắc Triều Tiên đã tiến hành thử nghiệm hạt nhân vào tháng 9 năm 2016 và đã khiến cộng đồng quốc tế lên án mạnh mẽ. Một năm sau, vụ thử nghiệm được thực hiện dưới sự chỉ đạo của ông Kim Jong-un diễn ra sau khi nước này tuyên bố đã làm chủ công nghệ đưa bom nhiệt hạch lên tên lửa đạn đạo xuyên lục địa sáng ngày 3 tháng 9 năm 2017.

## Vụ nổ và các ước tính quy mô
Tổ chức Giám sát địa chấn độc lập NORSAR ước tính thiết bị được thử nghiệm có đương lượng nổ vào khoảng 120 kiloton, gấp 10 lần các quả bom nguyên tử Mỹ thả xuống Nhật Bản trong Chiến tranh thế giới thứ hai. 
Các cơ quan khảo sát địa chất Mỹ, Hàn Quốc và Trung Quốc phát hiện động đất 6,3 độ Richter gần khu thử nghiệm hạt nhân Punggye-ri của Bắc Triều Tiên. Dư chấn lần này tạo ra 2 đợt động đất liên tục, làm rung chuyển cả khu vực Đông Bắc Trung Quốc. Chấn động mạnh lan tới cả Trường Xuân, Cát Lâm, cách địa điểm nghi thử hạt nhân khoảng 400 km. Cơ quan an toàn hạt nhân Trung Quốc cũng đã chỉ đạo rà soát phóng xạ ở khu vực biên giới với Bắc Triều Tiên và không phát hiện bất cứ dấu hiệu nào của phóng xạ ở khu vực dọc biên giới.
Cơ quan quan sát nhà nước Primgidromet của Nga phát thông cáo khẳng định không phát hiện bất cứ sự vượt quá nồng độ phóng xạ nào ở vùng Primorsk. Mức độ phóng xạ vẫn duy trì ổn định và ở mức bình thường.

### Nghiên cứu đăng trên tạp chí Science
Một nhóm các nhà khoa học đã phân tích lại, đánh giá dữ liệu từ vệ tinh, địa chấn và radar, kết quả của họ được công bố trên tạp chí Science. Vụ nổ có sức mạnh của khoảng 120-300 ngàn tấn thuốc nổ TNT và đã phát nổ ở độ sâu khoảng 450 mét. Wang, tác giả chính của nghiên cứu và một nhà khoa học tại Đài quan sát Trái đất của Singapore cho biết: "Nó mạnh khoảng mười lần so với quả bom Hiroshima mà có sức tàn phá tương đương 15 ngàn tấn."
Vụ nổ xảy ra bên trong núi Mantap gần bãi thử hạt nhân Punggye-ri. Với nghiên cứu này, các nhà nghiên cứu đã cải tiến quy trình phân tích các thử nghiệm vũ khí hạt nhân dưới lòng đất. Wang nói,"Các nghiên cứu trước đây chủ yếu chỉ dựa trên phân tích sóng địa chấn, và đây là lần đầu tiên chúng tôi dùng cả hình ảnh radar ba chiều về sự thay đổi trên bề mặt."
Họ được hỗ trợ bởi các chuyên gia từ Trung tâm Nghiên cứu Địa chất Đức (GFZ) ở Potsdam, cùng nhau đánh giá các bản ghi radar 3-D có độ phân giải cao, lấy từ một vệ tinh quan sát Trái Đất của Đức, được gọi là TerraSAR-X. Nhờ vậy họ có thể quan sát sự khác biệt nhỏ nhất trên bề mặt trái đất trước và sau vụ nổ.
Vụ nổ không chỉ làm rung chuyển, nó cũng làm biến dạng ngọn núi: các phần trên mặt đất ở ngọn núi chuyển động theo chiều ngang đến ba mét rưỡi. Ở một vị trí khác, mặt đất hạ xuống khoảng nửa mét. Điều này cũng có thể giải thích tại sao địa chấn ghi nhận hai cú rung chuyển liên tiếp vào ngày thử nghiệm hạt nhân. Trận động đất đầu tiên với cường độ 6.3 là do vụ nổ. Vụ thứ hai, được ghi nhận khoảng 700 mét về phía nam của trận đầu tiên, có thể là kết quả của một sự sụp đổ một phần của hệ thống đường hầm trong núi vào thời điểm này.

## Phản ứng của Bắc Triều Tiên
Hãng Thông tấn Trung ương Triều Tiên đưa tin nước này đã sản xuất được một loại bom nhiệt hạch có thể gắn vào tên lửa đạn đạo xuyên lục địa. Nhà lãnh đạo Kim Jong-un khẳng định tất cả các bộ phận cấu thành nên vũ khí hạt nhân của Bắc Triều Tiên đều do nước này tự sản xuất, đồng thời tuyên bố Bình Nhưỡng có thể chế tạo đủ số lượng vũ khí hạt nhân "tùy theo ý muốn".  Phản ứng chung của những người dân Bắc Triều Tiên về vụ thử hạt nhân mới nhất đều là những lời khen ngợi.

## Phản ứng quốc tế
Trung Quốc lâu nay là đồng minh duy nhất của Bắc Triều Tiên, tuy nhiên những diễn biến căng thẳng trên bán đảo Triều Tiên thời gian gần đây khiến các bên khác hối thúc Bắc Kinh hành động mạnh hơn để gia tăng sức ép. Mặc dù vậy, Trung Quốc vẫn luôn khẳng định vấn đề này không thể giải quyết thông qua hành động quân sự, đồng thời kêu gọi quay lại bàn đàm phán.
Cũng liên quan đến vụ thử lần này, Nhật Bản và Hàn Quốc đều tuyên bố sẽ có các bước đi cứng rắn đối với Bắc Triều Tiên, bao gồm lệnh trừng phạt mới khắc nghiệt hơn.
Sau khi Triều Tiên thử hạt nhân, Tổng thống Donald Trump liên tục đăng các dòng trạng thái trên Twitter cá nhân. Ông gọi Bắc Triều Tiên là "mối nguy hiểm thực sự", đồng thời khẳng định Mỹ sẽ sử dụng "toàn bộ khả năng có thể" và thậm chí là vũ khí hạt nhân để chống lại Bắc Triều Tiên nếu tiếp tục đe dọa Mỹ và các quốc gia đồng minh.